# Karate-Europameisterschaften der Jugend, Junioren & U21 2025
Die 52. Karate-Europameisterschaften der European Karate Federation für die Jugend, Junioren und U21 wurden vom 7. bis 9. Februar 2025 in der Hala Widowiskowa BBOSIR in Bielsko-Biała (Polen) ausgetragen. Insgesamt starteten 1181 Teilnehmer aus 48 Nationen.

## Medaillen Herren

### Jugend (Kadetten)
| Kategorie     | Gold               | Silber                   | Bronze                                |
| ------------- | ------------------ | ------------------------ | ------------------------------------- |
| Kata          | Vasco Mateus       | Elisey Yagudin Gritsenko | Calvin McCann Matteo Freda            |
| Kumite -52 kg | Maksym Viechkanov  | David Gomez Maurino      | Nathan Roland Vusal Ganbarov          |
| Kumite -57 kg | Carine Apicella    | Daris Dzafo              | Yevhenii Fedorov Aliashraf Gafarov    |
| Kumite -63 kg | Oleksandr Cheban   | Raffaele Baldassarre     | Aid Curri Nikola Birac                |
| Kumite -70 kg | Julian Raaz        | Nikola Mihaylov          | Bayram Bolat Tuna Petar Slukic        |
| Kumite +70 kg | Christos Argyrakis | Michal Przasnyski        | Francesco Ferrarini Vladyslav Rudenko |

### Junioren
| Kategorie     | Gold                 | Silber              | Bronze                                |
| ------------- | -------------------- | ------------------- | ------------------------------------- |
| Kata          | Thomas Klemz         | Patryk Wittek       | Izan Tomas Lopez Jakob Jonasson       |
| Kumite -55 kg | Mathis Alves Torcato | Filip Hornak        | Ismail Didic Panagiotis Samaras       |
| Kumite -61 kg | Emanuele Califano    | Aleksandar Vuckovic | Makysm Stetsiv Jason Kabashi Elson    |
| Kumite -68 kg | Yigit Halici Ahmet   | Aladdin Malikov     | Ali Arnautovic Daniel Dub             |
| Kumite -76 kg | Benjamin Packwood    | Iker Leal Moreno    | Ionut-Adrian Lapusca Richard Turcanik |
| Kumite +76 kg | Artem Aleksieienko   | Lukas Bohunicky     | Adam Tadjer Armin Selimvic            |

### Kata-Team
| Kategorie         | Gold                                                          | Silber                                                       | Bronze |
| ----------------- | ------------------------------------------------------------- | ------------------------------------------------------------ | --- |
| Kadetten/Junioren | Italien Salvatore Camanzo Emanuele Caponera Emanuel Romagnoli | Türkei Arda Cekic Rafet Ege Inan Tarik Koc Yunus Efdal Varol | Montenegro Benjamin Aljosevic Aleksa Barjaktarovic Ajsel Gerschwitz Aleksa Janjic Portugal Casco Mateus Martim Oliveira Diogo Santos |

### U21
| Kategorie     | Gold              | Silber                         | Bronze                                 |
| ------------- | ----------------- | ------------------------------ | -------------------------------------- |
| Kata          | Antony Vu         | Guido Polsinelli               | Lucas Hoffmann Petru Comanescu         |
| Kumite -60 kg | Adam Hamill       | Kenan Siljak                   | Balsa Vojinovic Amin Abdelmalki        |
| Kumite -67 kg | Georgios Baliotis | Isaac Matingou                 | Guilherme Gonçalves Muhammed Özdemir   |
| Kumite -75 kg | Heorhii Pitsul    | Bernardo Pineu Lopes Fernandes | Sebastiaan van Teeffelen Ismail Zolota |
| Kumite -84 kg | Ashton Patrick    | Loizos Vasiliou                | Mihajlo Casilic Issa Lardjoum          |
| Kumite +84 kg | Matteo Avanzini   | Merabi Gelashvili              | Borja Gutierrez Marques Nikolai Sekot  |

## Medaillen Damen

### Jugend (Kadetten)
| Kategorie     | Gold                      | Silber            | Bronze                                |
| ------------- | ------------------------- | ----------------- | ------------------------------------- |
| Kata          | Julia Vilanova            | Giulia Manca      | Eleni Zervou Mariel Goethe            |
| Kumite -47 kg | Lee-Lou Koume             | Jana Vincic       | Salome Kakutia Vieronika Kotenko      |
| Kumite -54 kg | Adinana Boyadzhieva       | Sofiia Haliievska | Anastasia Anastsiadi Dusica Breslieva |
| Kumite -61 kg | Hannah Bath Soendergaard  | Lijana Iseni      | Jessica Gasparova Lia Krvina          |
| Kumite +61 kg | Effrosyni Douka Davidoula | Daria Dudka       | Anna Michaelidou Maia Ewing           |

### Juniorinnen
| Kategorie     | Gold             | Silber                    | Bronze                                |
| ------------- | ---------------- | ------------------------- | ------------------------------------- |
| Kata          | Rita Marques     | Shirley Jay               | Roberta Dominici Katarina Vlahovic    |
| Kumite -48 kg | Agnes Nyman      | Ludovica Legittimo        | Nejra Zukic Eda Defne Yildirim        |
| Kumite -53 kg | Morgane Scarfone | Migle Liutkeviciute       | Katerina Novakova Zuzanna Dopieralska |
| Kumite -59 kg | Monica Arzumian  | Anna Steenholt Kristensen | Julia Just Clopes Hena Mehanija       |
| Kumite -66 kg | Elisa Catteneo   | Teodora Krstovic          | Uliana Baranova Una Rakovic           |
| Kumite +66 kg | Astamaja Bath    | Amalie Hakova             | Dariia Bulay Jovana Damjanovic        |

### Kata-Team
| Kategorie            | Gold                                                         | Silber                                                                                       | Bronze |
| -------------------- | ------------------------------------------------------------ | -------------------------------------------------------------------------------------------- | --- |
| Kadetten/Juniorinnen | Frankreich Louise Capet Ninon Vaucelle Spelle Julia Vilanova | Spanien Judith Anguera Nieto Abril Agulo Madrid Beatriz Palleiro Carballo Lucia Rodrigo Diaz | Türkei Ceylin Bayram Turkan Feyza Celik Zeynep Eroglu Azra Ozcan Italien Francesca Crucitti Anna Orsetti Silvia Tagliabue |

### U21
| Kategorie     | Gold                | Silber           | Bronze                                 |
| ------------- | ------------------- | ---------------- | -------------------------------------- |
| Kata          | Paola Garcia Louana | Su Turemen Damla | Orsola Donofrio Natasa Gamova          |
| Kumite -50 kg | Valeriia Sergaieva  | Teodora Tsaneva  | Chloe Breuzard Lea Huber               |
| Kumite -55 kg | Kseniya Dronchanka  | Nina Kvasnicova  | Helena Backovic Buse Kilic             |
| Kumite -61 kg | Eva Otero Luengo    | Natalia Osadchuk | Nevena Filipov Emina Sipovic           |
| Kumite -68 kg | Hannah Riedel       | Behije Mustafa   | Adriana Ross Sarah Abildgaard          |
| Kumite +68 kg | Asia Pergolesi      | Juli Daniszewska | Nikolina Golombos Sophie Bao Bednarski |

## Medaillenspiegel
Ausrichter 
| Platz | Land                    | Gold | Silber | Bronze | Gesamt |
| ----- | ----------------------- | ---- | ------ | ------ | ------ |
| 1     | Italien                 | 6    | 3      | 5      | 14     |
| 2     | Frankreich              | 6    | 1      | 4      | 11     |
| 3     | Ukraine                 | 4    | 3      | 6      | 13     |
| 4     | Griechenland            | 3    | 0      | 3      | 6      |
| 5     | Spanien                 | 2    | 4      | 3      | 9      |
| 6     | Deutschland             | 2    | 1      | 3      | 6      |
| 7     | Portugal                | 2    | 1      | 2      | 5      |
| 8     | Dänemark                | 2    | 1      | 1      | 4      |
| 9     | Schweden                | 2    | 0      | 2      | 4      |
| 10    | Schottland              | 2    | 0      | 1      | 3      |
| 11    | Polen                   | 1    | 3      | 1      | 5      |
| 12    | Türkei                  | 1    | 2      | 4      | 7      |
| 13    | Bulgarien               | 1    | 2      | 0      | 3      |
| 14    | Belgien                 | 1    | 1      | 2      | 4      |
| 15    | Österreich              | 1    | 0      | 1      | 2      |
| 16    | England                 | 1    | 0      | 0      | 1      |
| 17    | Serbien                 | 0    | 3      | 2      | 5      |
| 18    | Bosnien und Herzegowina | 0    | 2      | 6      | 8      |
| 19    | Slowakei                | 0    | 2      | 3      | 5      |
| 20    | Tschechien              | 0    | 2      | 2      | 4      |
| 21    | Kosovo                  | 0    | 2      | 1      | 3      |
| 22    | Aserbaidschan           | 0    | 1      | 2      | 3      |
| 23    | Zypern                  | 0    | 1      | 1      | 2      |
|       | Georgien                | 0    | 1      | 1      | 2      |
| 25    | Litauen                 | 0    | 1      | 0      | 1      |
| 26    | Montenegro              | 0    | 0      | 6      | 6      |
| 27    | Kroatien                | 0    | 0      | 4      | 4      |
| 28    | Rumänien                | 0    | 0      | 2      | 2      |
|       | Schweiz                 | 0    | 0      | 2      | 2      |
| 30    | Nordmazedonien          | 0    | 0      | 1      | 1      |
|       | Irland                  | 0    | 0      | 1      | 1      |
|       | Niederlande             | 0    | 0      | 1      | 1      |
|       | Slowenien               | 0    | 0      | 1      | 1      |
| Total | Total                   | 37   | 37     | 74     | 148    |